# Olga Kern

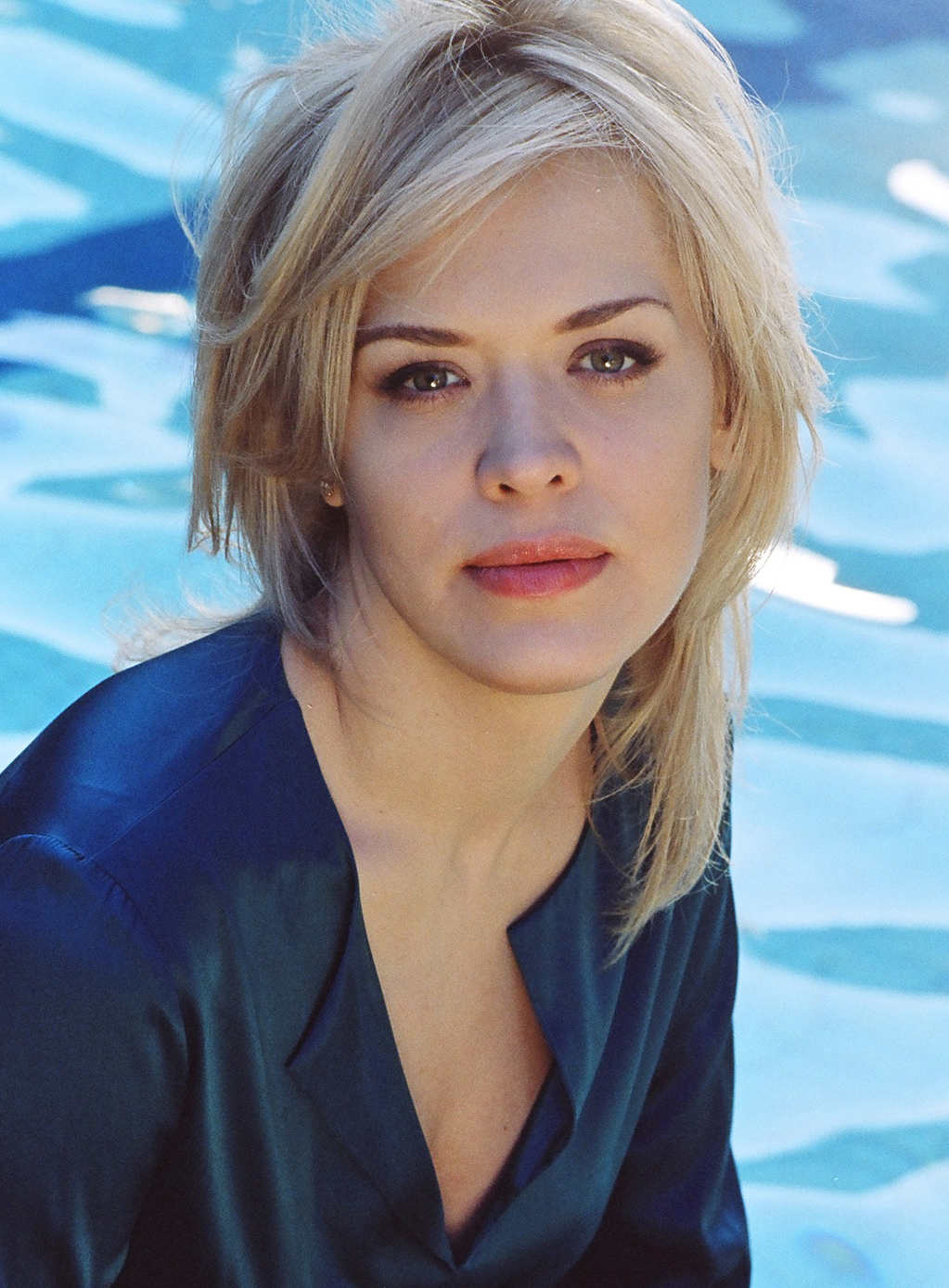
Olga Kern (2007)

Olga Wladimirowna Kern (russisch: Ольга Владимировна Керн; * 23. April 1975 in Moskau, Sowjetunion) ist eine russische Pianistin.

## Leben
Die aus einer Musikerfamilie stammende Olga Kern begann das Klavierspiel mit fünf Jahren. Sie studierte zunächst bei Jewgeni Timakin an der Moskauer Zentralen Musikschule und setzte ihr Studium am Tschaikowsky-Konservatorium bei Sergei Dorenski fort. 
1996 erhielt sie ein Stipendium des russischen Präsidenten.
Mit dreizehn Jahren gewann sie ein Diplom beim Concertino Praga. Nachdem sie als Siebzehnjährige den Rachmaninow-Wettbewerb für junge Pianisten gewonnen hatte, beteiligte sie sich an weiteren internationalen Wettbewerben. So gewann sie 1990 den Concorso in Pinerolo und 2001 den Van-Cliburn-Klavierwettbewerb (ex-aequo mit Stanislav Ioudenitch). 
Ihre dann folgende Konzertkarriere setzte sie mit zahlreichen Auftritten in unterschiedlichen europäischen Metropolen fort, reiste nach Japan, Südkorea und in die Vereinigten Staaten. Vor allem dort wurde sie nach der Goldmedaille des Van-Cliburn-Wettbewerbs eine sehr gefragte Solistin.

## Repertoire
Olga Kern bevorzugt die große romantische Klavierliteratur. Ihr Repertoire, wovon einige Werke bereits auf CD erschienen sind, umfasst die Paganini-Variationen op. 35 von Johannes Brahms, Werke Franz Liszts, das erste Klavierkonzert von Tschaikowski, das dritte Klavierkonzert Rachmaninows, dessen zweite Klaviersonate, Transkriptionen, Corelli-Variationen und kürzere Stücke (Morceaux de fantaisie, Daisies) sie ebenfalls interpretierte. Darüber hinaus spielte sie einige Werke Chopins ein, wie das Klavierkonzert op. 11 und die berühmte Polonaise in As-Dur op. 53. Auch eine Aufnahme von Balakirews Islamej liegt mittlerweile vor.